# Wilhelm Lothar Maria von Kerpen
Wilhelm Lothar Maria, Freiherr von Kerpen, né le 24 mai 1741 à Illingen dans le Saint-Empire romain germanique, et mort le 26 décembre 1823 à Vienne, empire d'Autriche, est un militaire autrichien de l'armée des Habsbourg devenu général pendant les guerres de la révolution française.

## Carrière militaire
Il dirige une brigade sous les ordres du prince Frédéric Josias de Saxe-Cobourg-Saalfeld pendant la guerre de la première coalition. Au printemps 1796, il est transféré en Italie où il commande une brigade au début de la campagne de Montenotte (en). Plus tard dans l'année, il est chargé d'assurer la défense du comté de Tyrol. Après avoir été promu au rang de Feldmarschall-Leutnant, il est confronté à l'armée du général français Barthélemy Joubert à Salorno, Klausen, et Brixen en mars 1797. La même année, il devient Titulaire (Inhaber (en)) du régiment d'Infanterie no 49, un poste qu'il conserve jusqu'à sa mort.

## Autres titres et fonctions
Kerpen est chevalier de l'Ordre Teutonique depuis 1765. Il est aussi adjoint au général commandant de Bohême de 1803 à 1807. Il est conseiller privé et chambellan impérial en 1807. Il reçoit le commandement général d'Autriche Intérieure de 1807 à 1809, au cours duquel il est promu Feldzeugmeister. Il est vice-Président du conseil aulique de janvier 1810 à novembre 1813, année où il prend sa retraite. Il meurt à Vienne en 1823, n'ayant jamais été marié.

## Sources
- (en) Cet article est partiellement ou en totalité issu de l’article de Wikipédia en anglais intitulé « Wilhelm Lothar Maria von Kerpen » (voir la liste des auteurs).
- (en) Digby Smith, The Napoleonic Wars Data Book, Londres, Greenhill, 1998, 582 p. (ISBN 1-85367-276-9)